# 市议会
市议会是市或类似行政区的议会，可以指：
- 地方議會
- 市议会 (德国)（德语：Gemeinderat (Deutschland)）
- 市议会 (法国)（法语：Conseil municipal (France)）
- 市议会 (意大利)（義大利語：Consiglio comunale (Italia)）
- 市议会 (瑞士)（德语：Gemeinderat (Schweiz)）
  - 市议会 (提契诺州)（義大利語：Consiglio comunale (Ticino)）
- 市议会 (奥地利)（德语：Gemeinderat (Österreich)）
- 市议会 (荷兰)（英语：Municipal council (Netherlands)）
- 市议会 (比利时)
- 市议会 (卢森堡)（法语：Conseil communal (Luxembourg)）
- 市议会 (摩纳哥)（法语：Conseil communal (Monaco)）
- 市议会 (巴西)（葡萄牙語：Câmara municipal (Brasil)）
- 市议会 (委内瑞拉)（西班牙语：Concejos Municipales de Venezuela）
- 市杜馬，俄市議會